# Aegialia blanchardi
Aegialia blanchardi är en skalbaggsart som beskrevs av Horn 1887. Aegialia blanchardi ingår i släktet Aegialia och familjen Aegialiidae. Inga underarter finns listade i Catalogue of Life.